# História da Islândia

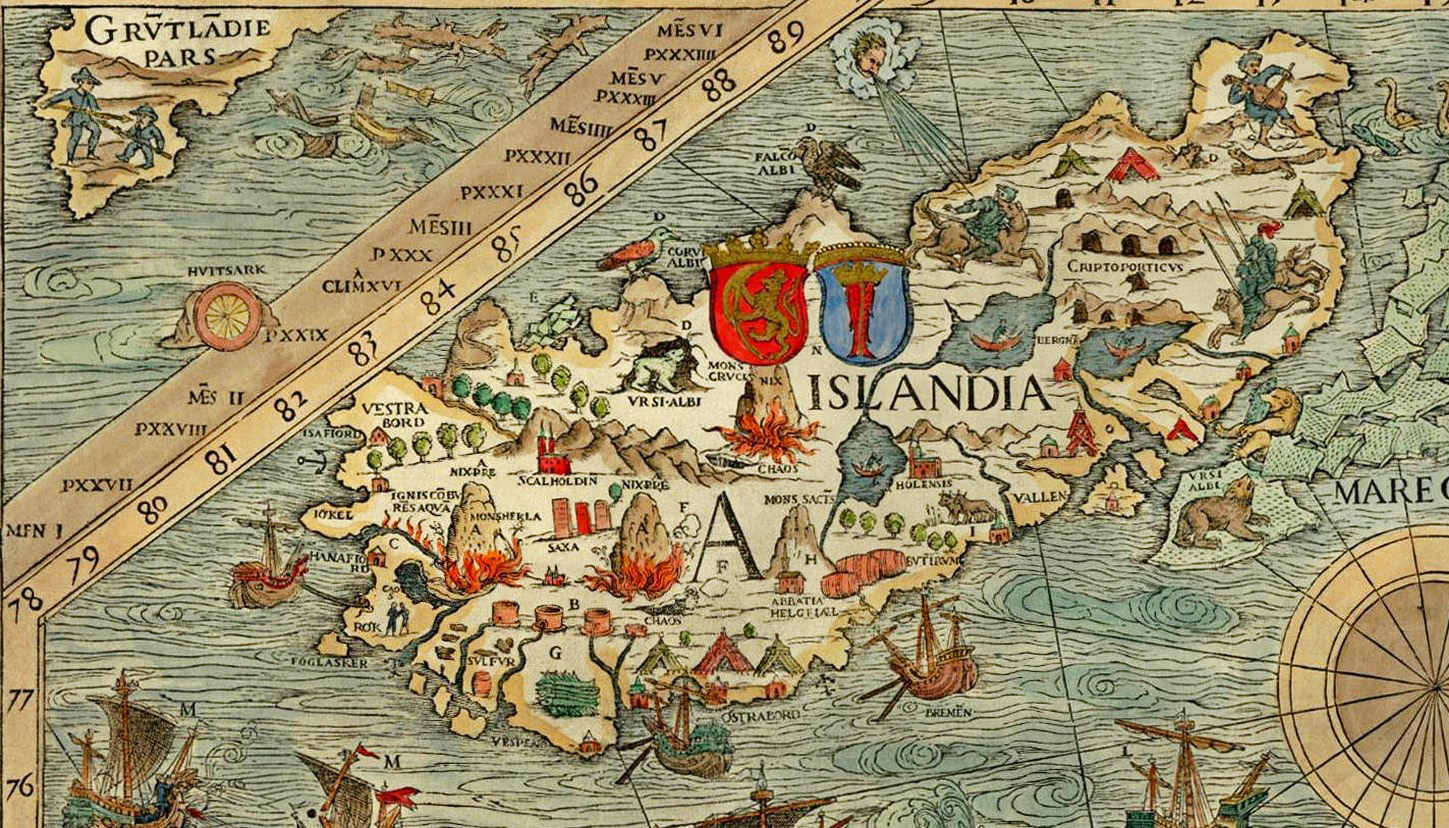
A Islândia, de acordo com a Carta marina de Olaus Magnus (século XVI)

Este artigo trata da história da Islândia.

## Primórdios
A Islândia é, em termos geológicos, uma ilha recente. A sua formação iniciou-se há cerca de 20 milhões de anos devido a uma série de erupções na Dorsal Média Atlântica. Amostras de rochas encontradas na Islândia datam de até há 16 milhões de anos.
A Islândia foi uma das ilhas de dimensão assinalável que mais tempo demorou até ser habitada por humanos. Já se sugeriu que a terra chamada Thule pelo mercador grego Píteas fosse a Islândia, embora esta hipótese seja altamente improvável, tendo em conta que a descrição feita por Píteas fala de um país agrícola com bastante leite, mel e fruta, hoje em dia associado às ilhas Xetlândia.

## Colonização (874 – 930)

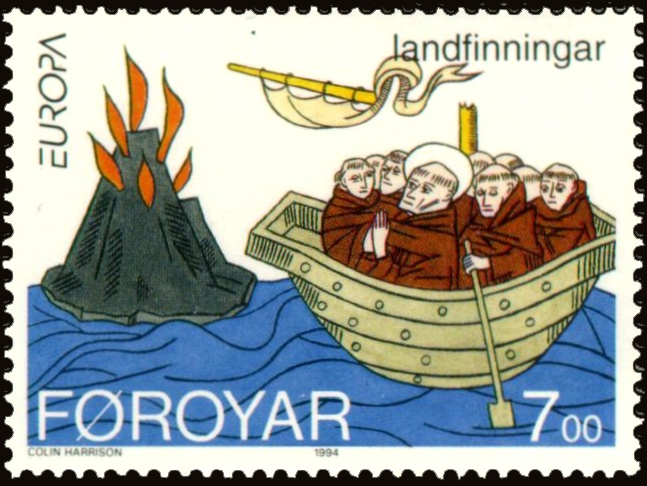
Selo feroês de 1994 ilustrando a chegada de São Brandão à Islândia

De acordo com o livro Landnámabók (ca. 1130) a Islândia foi descoberta pelo marinheiro escandinavo Naddoddr, que se perdeu, numa viagem da Noruega para as Ilhas Feroé, indo até a costa leste da Islândia, terra que baptizou de Snæland (Terra da neve).

O mesmo documento cita também o marinheiro sueco Garðar Svavarsson, que acidentalmente foi parar à Islândia e, descobriu que esta era uma ilha, à qual chamou Garðarshólmi (Ilha de Garðar). Passou lá um inverno em Húsavík.

O primeiro escandinavo a viajar deliberadamente para Islândia foi o norueguês Flóki Vilgerðarson, também conhecido como Hrafna-Flóki (Corvo-Flóki), que se estabeleceu durante um inverno em Barðaströnd. Foi um inverno frio, e, quando ele avistou gelo à deriva nos fiordes,  deu à ilha o seu nome atual, Ísland (Terra do gelo).

O título de primeiro habitante permanente, da Islândia é normalmente entregue a um chefe tribal norueguês Ingólfur Arnarson, que ao aproximar-se de terra, segundo conta a história, atirou duas varas borda fora, decidido a instalar-se onde as varas acabassem por ficar. Navegando junto à costa acabou por encontrá-las na península sudoeste, onde se fixou com a sua família por volta de 874, num local a que chamou Reykjavík ("Baía do Fumo"), e que viria a ser a capital da Islândia. Contudo, também se reconhece que Ingólfur não foi o primeiro indivíduo a viver permanentemente na Islândia, mas sim Náttfari, um escravo de Garðar Svavarsson que permaneceu na ilha quando o seu amo retornou ao continente.
Note-se que todas as informações anteriores têm como principal fonte o Landnámabók (Livro da colonização), livro que os historiadores islandeses repudiam como fonte, devido às suas muitas inconsistências. Contudo, achados arqueológicos encontrados em Reykjavík parecem confirmar a data de colonização mencionada no livro, indicando a presença de colonos por volta do ano 870.

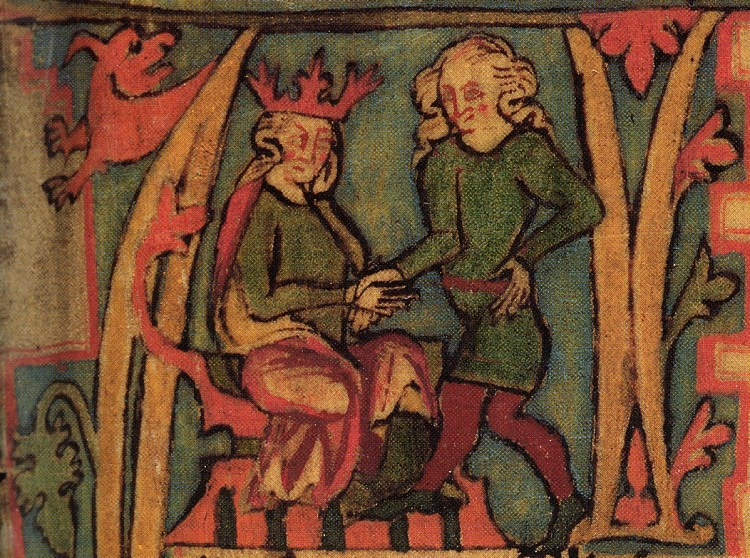
Haraldr hárfagri recebe o reino da Noruega de seu pai

Ingólfur foi seguido por muitos mais chefes noruegueses, que com as suas famílias e escravos se vieram instalar por toda a ilha nas décadas seguintes. Estes colonos eram maioritariamente noruegueses e irlandeses, sendo os irlandeses principalmente escravos ou servos dos chefes. Uma explicação habitual para este êxodo da Noruega refere que os seus habitantes tentavam escapar do cruel reinado do monarca norueguês Haraldr Hárfagri (Harald Cabelo Belo), que se crê ter unido algumas partes da atual Noruega durante este período. Também se pensa que os fiordes no oeste na Noruega poderiam simplesmente estar sobre-povoados, com demasiados chefes com diminutas porções de terra.
A colonização da Islândia está muito aprofundadamente descrita no Landnámabók, embora se tenha de notar que o livro foi compilado nos princípios do século XII, quando já tinham passado pelo menos 200 anos do período da colonização. O Íslendingabók é por norma considerado uma fonte mais fiável e é, apesar de ser provavelmente anterior ao Landnámabók, menos minucioso na sua narrativa. Neste livro refere-se que a Islândia estava completamente colonizada ao fim de 60 anos, o que em princípio indica que a totalidade do território fora reclamado por vários colonizadores.

## Independência (930 – 1262)

### Althing- O parlamento medieval islandês
Em 930, os chefes de clãs estabeleceram uma assembleia denominada de Alþingi, reconhecida como o mais velho parlamento do mundo. O parlamento reunia-se todos os Verões em Þingvellir, onde esses chefes (Goðis) reviam as leis, resolviam disputas e nomeavam os jurados que iriam julgar os processos judiciais. As leis não eram escritas, mas memorizadas e recitadas por um legífero. Não havia um poder central sendo as leis aplicadas pelas pessoas, pelo que era gerado um ambiente marcado por vinganças sangrentas, o que deu aos escritores das chamadas Sagas de islandeses muito material.
Nos anos do Estado Livre Islandês, o país atravessou um período quase ininterrupto de crescimento. Navegadores islandeses e noruegueses descobriram e colonizaram a Groenlândia, e chegaram à parte este do Canadá, onde tentaram estabelecer colónias. As sagas de islandeses referem-se exatamente a estas explorações, como é o caso da Saga de Érico, o Vermelho (Eiríks saga Rauða) e da Saga dos Groenlandeses (Grænlendinga saga).

### Cristianização da Islândia
Os colonizadores da Islândia eram sobretudo pagãos, adorando, entre outras divindades, Odin, Thor, Frey e Freya, mas no século X a pressão política da Europa para que os islandeses se convertessem ao cristianismo aumentou. À medida que o fim do milénio se aproximava muitos dos islandeses mais proeminentes tinham aceitado o novo destino, mas no ano 1000, quando uma guerra civil entre os grupos religiosos parecia iminente, o Alþing indicou um dos chefes tribais, Thorgeir Thorkelsson, para decidir esta questão. Decidiu-se então que todo o país deveria converter-se ao cristianismo – sendo permitido aos pagãos continuarem a adorar os seus deuses em privado. O primeiro bispo islandês, Ísleifr Gizurarson, foi nomeado pelo bispo Adalberto de Bremen em 1056.

### AEra de Sturlunga
À medida que os séculos XI e XII passaram, a centralização do poder desgastou as instituições da commonwealth, passou-se de uma notável independência dos agricultores e chefes tribais, para uma situação em que um punhado de famílias e os seus respectivos líderes detinham cada vez mais poder. O período de 1200 a 1262 é conhecido por Sturlungaöld – a Era dos Sturlungs – que se refere a Sturla Þórðarson e aos seus filhos: Þórðr, Sighvatr e Snorri. Este era um dos dois principais clãs que lutavam pelo poder na Islândia, estas disputas causaram o caos numa terra composta sobretudo por agricultores, que mal podiam estar afastados das suas quintas para viajarem pelo país lutando pelos seus líderes. Em 1220 Snorri Sturluson prestou vassalagem ao rei norueguês, tornando-se também vassalo o seu sobrinho Sturla Sightvasson em 1235. Sturla usou o poder e a influência da família para mover guerra aos outros clãs da Islândia.

## A Islândia como vassalo da Noruega e da Dinamarca (1264-1918)

### O Domínio Norueguês
A Islândia manteve a sua independência até 1262, quando entrou em vigor um tratado que estabelecia uma união com a monarquia norueguesa, este tratado veio acabar com o período mais sangrento da história da Islândia, que começou em 1220.

### O Domínio Dinamarquês
No final do século XIV, a posse da Islândia passou a ser partilhada pela Noruega e pela Dinamarca em virtude da união destes países. Com a assinatura do Tratado de Kiel, em 1814, os reinos da Noruega e da Dinamarca separaram-se novamente, ficando a Dinamarca com a Islândia como sua parte integrante.

### Imposição doprotestantismo
Em 1550, a situação local agravou-se porquanto o rei Cristiano III impôs violentamente a reforma luterana, reservando o monopólio comercial nas mãos dos dinamarqueses.
Apesar da sua separação física da Europa, a Islândia nunca se isolou. Navegantes de várias nações – sendo talvez Cristóvão Colombo um deles – abordaram os portos islandeses para negociar desde a Idade Média.

## Século XIX e início do século XX
No início do século XIX, renasceu um sentimento patriótico na Islândia, desenvolvendo-se um movimento independentista liderado por Jón Sigurdsson. O Alþingi permaneceu em funções durante séculos, sendo abolido o seu funcionamento em 1800, em 1843 foi fundada uma assembleia com o mesmo nome, reclamando os islandeses a continuidade de funcionamento do Alþingi.
Em 1874, mil anos após o estabelecimento da colónia de Ingólfur Arnarson, a Dinamarca concedeu à Islândia autoridade interna, que foi renovada em 1904. A constituição, escrita em 1874, foi revista em 1903, e um ministro dos assuntos islandeses, residente em Reykjavík, foi nomeado estando sobre a alçada do Alþingi. No dia 1 de Dezembro de 1918, celebrou-se um acordo com a Dinamarca, o Acto de União, onde se reconhecia a Islândia como um estado plenamente soberano unido com a Dinamarca sob um rei comum. A Islândia estabeleceu a sua própria bandeira e ficou com a Dinamarca a representá-la nos negócios estrangeiros e na defesa. Este acordo seria revisto em 1940 e, caso não se chegasse a acordo num espaço de três anos, podia ser revogado.

## Segunda Guerra Mundial
A ocupação alemã da Dinamarca, a 9 de Abril de 1940, levou ao corte de comunicações entre a Islândia e a Dinamarca, como resultado disto, a 10 de Abril o parlamento islandês, o Alþingi, votou no sentido de tomar conta dos negócios estrangeiros, elegendo um governador provisório, Sveinn Björnsson, que veio depois a ser o primeiro presidente da república. Durante o primeiro ano da guerra a Islândia manteve sempre um estatuto de neutralidade, tomando medidas contra as forças britânicas e alemãs por violação do estatuto. A 10 de Maio de 1940, forças britânicas entraram no porto de Reykjavík, iniciando a invasão e ocupação da Islândia pelos aliados, violando o direito internacional, que iria durar até ao final da guerra. O governo emitiu um protesto, mas mesmo que as autoridades alguma vez tivessem tido intenções sérias de se defenderem isto seria impossível, em virtude de a maior parte das forças policiais do país estarem concentrados num campo de treino a alguma distância da capital. Ainda assim, muitos islandeses ficaram aliviados por saberem que os invasores não eram os nazistas. No dia da invasão, o primeiro-ministro Hermann Jónasson indicou, através de um anúncio de rádio, aos islandeses que deveriam tratar os estrangeiros como seus convidados. O governo rapidamente adotou uma política de colaboração com as forças ocupantes, à semelhança da opção da Dinamarca.
No máximo os britânicos chegaram a ter aproximadamente 25.000 soldados estacionados na Islândia, em Julho de 1941 a responsabilidade da defesa da Islândia passou para os Estados Unidos, em virtude de um acordo celebrado entre os estados. Os britânicos precisavam de todas as suas forças mais próximas do seu território, por isso coagiram o Alþingi a aceitar uma força ocupante americana. Nesta altura contavam-se cerca de 40.000 soldados na ilha, superando o total de homens adultos na ilha (na altura a população da Islândia situava-se em cerca de 120.000 pessoas).
Após um referendo em maio de 1944, a Islândia tornou-se formalmente uma república independente a 17 de Junho de 1944.  Como na altura a Dinamarca ainda estava ocupada pelos nazistas, muitos dinamarqueses ficaram ofendidos por esta medida ter sido tomada nesta altura, apesar de tudo, o rei dinamarquês Cristiano X, enviou uma mensagem de felicitações ao povo islandês.

## Islândia pós-guerra
A Islândia prosperou durante a guerra, reunindo reservas financeiras consideráveis em bancos estrangeiros. O governo, liderado por uma improvável coligação de três partidos, o conservador Partido da Independência (Sjálfstæðisflokkur), a Aliança Social Democrática (Alþýðuflokkur) e o Partido Socialista (Sósíalistaflokkur; 1938-1968), decidiu aplicar os fundos numa renovação global da frota pesqueira, na construção de unidades de processamento do pescado e na modernização da agricultura. Estas medidas tiveram como objectivo tentar manter o nível de vida dos islandeses no mesmo patamar que o atingido nos prósperos anos da guerra.
As políticas fiscais do governo seguiam à risca os modelos keynesianos, e tinham como objectivo criar as infra-estruturas necessárias para a Islândia ser um país industrializado próspero. Considerava-se essencial ter uma taxa de desemprego tão baixa como possível e proteger a indústria responsável pelas exportações, ou seja, a indústria pesqueira, através da variação da taxa de câmbio da moeda e de outras medidas. Devido à dependência do país das pescas e da procura estrangeira de produtos resultantes da pesca, a economia da Islândia foi sempre bastante instável, até aos anos 1990, quando a economia do país se diversificou.
O desenvolvimento económico foi acompanhado pela criação de um Estado-Providência inspirado no modelo escandinavo, que promoveu o aumento do nível de vida e a regulação das desigualdades. No entanto, uma oligarquia permaneceu predominante: catorze famílias - um grupo conhecido como "Octopus" - constituíram a elite económica e política do país. Dominaram todos os sectores da economia: importação, transporte, banca, seguros, pesca e abastecimento da base da OTAN. Politicamente, esta oligarquia governava o Partido da Independência (PI), que controlava os meios de comunicação social. Também determinou as nomeações de altos funcionários públicos na administração, na polícia e no exército. Os partidos dominantes (PI e Partido do Progresso) geriram directamente os bancos públicos locais, tornando impossível obter empréstimos sem o acordo do apparatchik local.
A década de 1970 foi marcada pela Guerra do Bacalhau, uma série de disputas com o Reino Unido sobre a extensão e direitos da zona econômica exclusiva. Em 1994, a economia diversificou-se e foi liberalizada quando a nação se uniu ao Espaço Econômico Europeu. O Primeiro-Ministro Davíð Oddsson embarcou num programa de venda de bens estatais e de desregulamentação do mercado de trabalho. As desigualdades de rendimento e riqueza alargaram-se, agravadas por políticas fiscais desfavoráveis para a metade mais pobre da população.
Entre 2003 e 2007, a economia da Islândia transformou-se, baseada até então na indústria pesqueira, passando a ser uma nação que oferecia serviços financeiros sofisticados. Os sinais alarmantes multiplicam-se rapidamente. O défice da balança corrente do país aumentou de 5% do PIB em 2003 para 20% em 2006, um dos níveis mais elevados do mundo. No início de 2006, [a agência Fitch] baixou a classificação da Islândia de "estável" para "negativo". A coroa islandesa perdeu parte do seu valor, em contraste com o valor das dívidas dos bancos, que aumentou. O mercado de acções entrou em colapso e as falências aumentaram, forçando o Estado a mobilizar as finanças públicas em benefício do sector privado. O Banco Danske em Copenhaga descreveu então a Islândia como uma economia à beira de explodir. Consequentemente, o país foi um dos mais afetados pela crise econômica de 2008, que se estendeu até 2009. Esta crise tem resultado na maior onda emigratória islandesa desde 1887. Em meados de 2009, numerosos protestos perante a crise provocaram a demissão governamental, seguida da convocação de eleições gerais para o mês de abril. Em 2009, a Aliança Social Democrática e o Movimento de Esquerda Verde venceram nos comícios, liderados por Jóhanna Sigurðardóttir, que assumiu o poder como primeira-ministra. Em novembro de 2010, foi estabelecida uma assembleia popular de vinte e cinco pessoas sem afiliação política, que delegou a responsabilidade de preparar uma proposta para substituir a Constituição do país

## Política de Defesa
Em Outubro de 1946, os governos Islandês e Norte Americano acordaram em terminar o acordo onde os EUA eram responsáveis pela defesa da Islândia, tendo os EUA mantido alguns direitos em Keflavík, como o direito a, em caso de ameaça de guerra, voltar a colocar militares na localidade.
Apesar de toda a controvérsia interna e dos motins em frente do parlamento, a Islândia entrou para a Organização do Tratado do Atlântico Norte (OTAN), a 30 de Março de 1949, com a reserva de que nunca iria tomar parte numa ofensiva contra outra nação. Depois do despoletar das hostilidades na Coreia em 1950, e de acordo com o pedido das autoridades militares da OTAN, os Estados Unidos e o Alþingi concordaram que os EUA deveriam novamente ser responsáveis pela defesa da Islândia, este acordo, assinado a 5 de Março de 1951, é o responsável pela controversa presença de forças dos EUA na Islândia, que se mantém ainda hoje, embora de forma menos imponente.
A Islândia é o único país da OTAN desprovido de forças militares próprias, ainda assim possui uma força policial com uma unidade de armas especiais, a guarda costeira está provida de uma pequena frota de navios com armas ligeiras, e organizou esquadrões de soldados para manutenção da paz para a Bósnia e Herzegovina e o Afeganistão.